# Wahlbezirk Österreich unter der Enns 16
Der Wahlbezirk Österreich unter der Enns 16 war ein Wahlkreis für die Wahlen zum Abgeordnetenhaus im österreichischen Kronland Österreich unter der Enns. Der Wahlbezirk wurde 1907 mit der Einführung der Reichsratswahlordnung geschaffen und bestand bis zum Zusammenbruch der Habsburgermonarchie.

## Geschichte
Nachdem der Reichsrat im Herbst 1906 das allgemeine, gleiche, geheime und direkte Männerwahlrecht beschlossen hatte, wurde mit 26. Jänner 1907 die große Wahlrechtsreform durch Sanktionierung von Kaiser Franz Joseph I. gültig. Mit der neuen Reichsratswahlordnung schuf man insgesamt 516 Wahlbezirke, wobei mit Ausnahme Galiziens in jedem Wahlbezirk ein Abgeordneter im Zuge der Reichsratswahl gewählt wurde. Der Abgeordnete musste sich dabei im ersten Wahlgang oder in einer Stichwahl mit absoluter Mehrheit durchsetzen. Der Wahlkreis Österreich unter der Enns 16 umfasste den 8. Wiener Gemeindebezirk Josefstadt.
Aus der Reichsratswahl 1907 ging Alois Heilinger (Christlichsozialer) im ersten Wahlgang als Sieger hervor. Er konnte sein Mandat bei der Reichsratswahl 1911 als unabhängiger Kandidat in der Stichwahl erfolgreich verteidigen.

## Wahlergebnisse

### Reichsratswahl 1907
Die Reichsratswahl 1907 wurde am 14. Mai 1907 (erster Wahlgang) durchgeführt. Die Stichwahl entfiel auf Grund der absoluten Mehrheit von Alois Heilinger im ersten Wahlgang.
| Kandidat                                                                      | Partei                                   | Wahlkreis- stimmen | Stimmen- anteil |
| ----------------------------------------------------------------------------- | ---------------------------------------- | ------------------ | --------------- |
| Alois Heilinger                                                               | Christlichsoziale Partei                 | 5431               | 63,4 %          |
| Alexander Täubler                                                             | Sozialdemokratische Arbeiterpartei       | 1318               | 15,4 %          |
| Dr. Drawe                                                                     | deutsch-fortschrittlicher Kandidat       | 1052               | 12,3 %          |
|                                                                               | deutsch-nationale/alldeutsche Kandidaten | 532                | 6,2 %           |
| Drozda                                                                        | tschechischer Kandidat                   | 151                | 1,8 %           |
| Sonstige                                                                      |                                          | 80                 | 0,9 %           |
| Wahlberechtigte: 9669, Ungültige/Leere Stimmen: 1278, Wahlbeteiligung: 91,4 % |                                          |                    |                 |

### Reichsratswahl 1911
Die Reichsratswahl 1911 wurde am 13. Juni 1911 (erster Wahlgang) sowie am 20. Juni 1911 (Stichwahl) durchgeführt.

#### Erster Wahlgang
| Kandidat                                                                     | Partei                             | Wahlkreis- stimmen | Stimmen- anteil |
| ---------------------------------------------------------------------------- | ---------------------------------- | ------------------ | --------------- |
| Alois Heilinger                                                              | Selbständiger Christlichsozialer   | 4107               | 47,0 %          |
| Ludwig Hartmann                                                              | Sozialdemokratische Arbeiterpartei | 2311               | 26,4 %          |
| Leopold Kunschak                                                             | Christlichsoziale Partei           | 935                | 8,1 %           |
|                                                                              | deutsch-nationale Kandidaten       | 706                | %               |
| Karl Schotola                                                                | deutsch-freiheitlicher Kandidat    | 345                | 3,9 %           |
| Max Wellner                                                                  | tschechisch-nationaler Kandidat    | 177                | 2,0 %           |
| Sonstige                                                                     |                                    | 164                | 1,9 %           |
| Wahlberechtigte: 9204, Ungültige/Leere Stimmen: 459, Wahlbeteiligung: 87,5 % |                                    |                    |                 |

#### Stichwahl
| Kandidat                                                                 | Partei                             | Wahlkreis- stimmen | Stimmen- anteil |
| ------------------------------------------------------------------------ | ---------------------------------- | ------------------ | --------------- |
| Alois Heilinger                                                          | Selbständiger Christlichsozialer   | 5237               | 61,2 %          |
| Ludwig Hartmann                                                          | Sozialdemokratische Arbeiterpartei | 3304               | 38,8 %          |
| Wahlberechtigte: 10.518, Ungültige Stimmen: 493, Wahlbeteiligung: 86,1 % |                                    |                    |                 |